# Boletus ochraceus
Espèce
Boletus ochraceus, de son nom vernaculaire en français Bolet ochracé, est un champignon basidiomycètes comestible de la région du Michigan en Amérique du Nord. S'il est morphologiquement proche du Boletus affinis edulis américain. Ce cèpe se distingue par une couleur brun-rouille. C'est un cèpe du genre Boletus de la famille des Boletaceae. Classé dans le clade des boletus edulis sensu stricto, une analyse phylogénétique recente a précisé qu'il s'agit d'une espèce différente du Boletus aff. edulis américain et plus d'une de ses variétés.

## Taxinomie

### Nom binominal
Boletus clavipes A.H. Smith and Thiers (1975)

## Description
Chapeau de 12 cm de diamètre, glabre, souvent un peu alvéolé, viscidule.
Cuticule brun orange, brun-jaune ou beige, parfois avec des taches rougeâtres par endroits.
Hymenium: les tubes superficiellement déprimés, jusqu'à 1,5 cm de profondeur, d'olive-ocre, immuables à la coupe, séchant jaune terne; les pores sont jaunes, coloration cannelle orangé cannelle-terne.
Stipe: le pied va jusqu'à 14 cm de long et 2,5 cm d'épaisseur au sommet, jusqu'à 3 cm ou plus à la base, claviforme à subégal, solide, de couleur blanchâtre à brun: tons chamois rosé sur la partie haute, finement réticulées au-dessus
Chair blanche, épaisse, avec des teintes rougeâtres juste en dessous la cuticule
Sporée : brun olive
Spores : circulaires et rondes, 14-18 x 4,5 à 6 u[Quoi ?], lisses

## Habitat
Michigan, sous les chênes et les hêtres, occasionnel

## Saison
fin-juin - septembre

## Comestibilité
Excellent comestible